# Église Notre-Dame-de-la-Défense
Église Notre-Dame-de-la-Défense är en kyrka i Montréal i Kanada. Den byggdes åren 1918–1919.